# فرودگاه شهری یوکیا
فرودگاه شهری یوکیا (به انگلیسی: Ukiah Municipal Airport) یک فرودگاه همگانی با کد یاتا UKI است که یک باند فرود آسفالت دارد و طول باند آن ۱۳۴۶ متر است. این فرودگاه در کشور ایالات متحده آمریکا قرار دارد و در ارتفاع ۱۸۷٫۱ متری از سطح دریا واقع شده است.